# 小行星8552
小行星8552（8552 Hyoichi）是一颗围绕太阳公转的小行星。1995年4月20日，中村彰正在久万高原町发现了此天体。
該小行星以日本冒險家河野兵市命名。
这颗小行星的绝对星等为57.7187990509501等。